# دنیل فارادی
دکتر دانیل فارادای (به انگلیسی: Dr. Daniel Faraday) (با نام کوچک دن صدا زده می‌شود) یک شخصیت خیالی در سری لاست است که از شبکه ای‌بی‌سی آمریکا پخش شد. این شخصیت از فصل چهار فیلم اضافه شد و به گفته تهیه‌کنندگان فیلم از نام مایکل فارادی فیزیک‌دان و دانشمند گرفته شده‌است. او فرزند الوییز هاوکینگ و چارلز ویدمور می‌باشد. جرمی دیویس این نقش را ایفا کرده‌است.
دنیل فارادای فیزیکدان در دانشگاه آکسفورد بود. او همچنین پیانو می‌نواخت. او سرانجام در جزیره توسط مادرش اشتباهاً کشته می‌شود. دنیل به شارلوت علاقه داشت.